# نیدر-الم
شهر نیدر-الم (به آلمانی: Nieder-Olm) در ایالت راینلند-فالتز در کشور آلمان واقع شده‌است.